# Antônio Teixeira Gueiros
Antônio Teixeira Gueiros foi um pastor presbiteriano, advogado, bacharel em Teologia, professor e político brasileiro.

## Biografia
Nasceu em São Bento do Una, Pernambuco, no dia 16 de agosto de 1893, filho de Alfredo Teixeira Calado e de Francisca Teixeira Gueiros.
Em Garanhuns (PE) estudou no Colégio 15 de Novembro, transferindo-se em seguida para Fortaleza, onde diplomou-se advogado pela Faculdade de Direito do Ceará em 1922. Cursou também o Seminário Presbiteriano do Norte, em Recife, pelo qual se formou em teologia e filosofia.
Estabelecendo-se no Pará, foi professor, promotor público em Belém, chefe de polícia durante a Segunda Guerra Mundial, na interventoria de Joaquim de Magalhães Barata, e consultor jurídico-geral do estado. Em janeiro de 1947 elegeu-se deputado à Assembléia Constituinte do Pará na legenda do Partido Social Democrático (PSD). Assumindo o mandato ainda nesse ano, tornou-se presidente da Assembléia, e por várias vezes ocupou interinamente o Executivo estadual.
No pleito de outubro de 1950 candidatou-se a uma cadeira na Câmara Federal pelo estado do Pará na legenda do PSD, obtendo a primeira suplência. Em janeiro de 1951 deixou a Assembléia paraense, assumindo o mandato na Câmara em janeiro de 1954 em substituição a Osvaldo Orico. Em outubro de 1954 elegeu-se deputado federal pelo mesmo estado na legenda da Aliança Social Democrática, coligação formada pelo PSD e pelo Partido de Representação Popular. No pleito de outubro de 1958 candidatou-se à reeleição, obtendo a segunda suplência. Deixou a Câmara dos Deputados em janeiro de 1959, quando terminou seu mandato.
Tornou-se membro do Instituto dos Advogados do Pará, presidente do Instituto Histórico e Geográfico do Pará, diretor da Sociedade Bíblica do Brasil e conselheiro da World Wide Evangelization Cruzade, com sede em Londres. Foi ainda secretário-geral do Pará.
Teixeira Gueiros faleceu em 1979.

Era casado com Zoé Mota Gueiros, com quem teve sete filhos. Um dos seus filhos, Hélio da Mota Teixeira Gueiros, foi deputado estadual pelo PSD (1963-1967); líder do PSD na Assembléia Legislativa paraense; deputado federal pelo Pará (1967-1969); senador (1983-1987); governador PA (1987-1991).